# Carige duplicaria
Carige duplicaria là một loài bướm đêm trong họ Geometridae.